# Brian Armstrong
Brian Armstrong, né le 25 janvier 1983, est un dirigeant d'entreprise américain, milliardaire, investisseur et PDG de la plateforme de crypto-monnaie Coinbase. Il attire notamment l'attention des médias avec sa politique d'entreprise visant à maintenir le lieu de travail libre de tout activisme politique,.

## Biographie

### Jeunesse et études
Armstrong est né le 25 janvier 1983, près de San Jose, de deux parents ingénieurs. Au cours de ses années de lycée, il fréquente le Bellarmine College Preparatory, une école secondaire privée catholique, entièrement masculine[réf. nécessaire].
Armstrong fréquente ensuite l'Université Rice au Texas et obtient un double bachelor en économie et en informatique en 2005, suivi d'une maîtrise en informatique en 2006. Alors qu'il étudie à l'université de Rice, il lance une entreprise mettant en relation des tuteurs avec des étudiants. Après sa diplomation, il passe un an à Buenos Aires tout en travaillant pour une entreprise éducative.

### Carrière

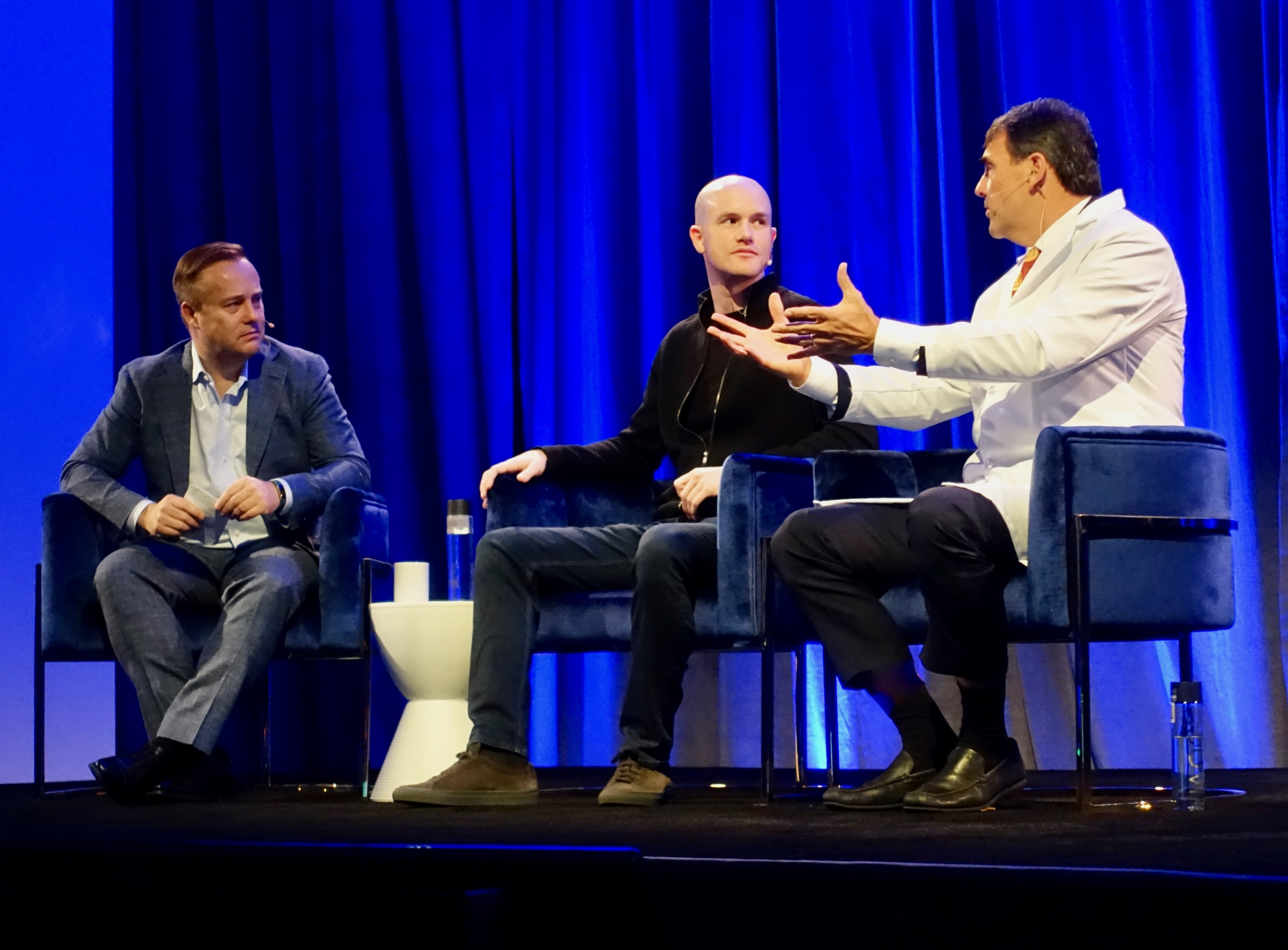
Brian Armstrong (au centre)

Armstrong commence sa carrière comme développeur pour IBM et comme consultant chez Deloitte. En 2010, il tombe sur le livre blanc du Bitcoin publié par Satoshi Nakamoto. En 2011, il rejoint Airbnb en tant qu'ingénieur logiciel et est exposé aux systèmes de paiement dans les 190 pays dans lesquels Airbnb opérait à l'époque. Chez Airbnb, il constate des difficultés à envoyer de l’argent en Amérique du Sud. Il commence à travailler le week-end et la nuit pour écrire du code en Ruby et JavaScript afin d'acheter et de stocker des cryptomonnaies. En 2012, il rejoint l'accélérateur de startups Y Combinator et reçoit un investissement de 150 000 $, qu'il utilise pour financer Coinbase,.
Son article sur Hacker News à la recherche d'un cofondateur pour participer au programme Y Combinator devient plus tard un article viral dans Hacker News. Il rencontre finalement son cofondateur Fred Ehrsam sur un sous-groupe Reddit et aurait fait plus de cinquante réunions pour trouver un cofondateur parfait.

#### Coinbase
En 2012, Armstrong et Fred Ehrsam cofondent Coinbase, afin de permettre aux amateurs de crypto-monnaie d'échanger des bitcoins et d'autres monnaies numériques. Armstrong est le premier PDG de Coinbase. Un cycle de financement de 2018 évalue la société à 8,1 milliards de dollars et, en décembre 2020, la société dépose une demande auprès de la SEC pour entrer en bourse par le biais d'une cotation directe,,. À la suite de la cotation directe en avril 2021, la capitalisation boursière de Coinbase passe à 85 milliards de dollars  et selon Forbes, en mai 2022, Armstrong aurait une valeur nette de 2,4 milliards de dollars.

## Livres et documentaires
Armstrong apparait dans le documentaire américain de 2014 The Rise and Rise of Bitcoin.
Il est présenté dans le livre non-fictionnel de 2020 Kings of Crypto: One Startup's Quest to Take Cryptocurrency Out of Silicon Valley and Onto Wall Street.
Armstrong et Coinbase font l'objet du documentaire COIN : A Founder's Story, réalisé par Greg Kohs, lauréat d'un Emmy,.

### ResearchHub
Armstrong finance et fonde le site de recherche scientifique ResearchHub, sur le modèle du référentiel de code GitHub, afin de mettre les articles de recherche à la disposition du public.

### NewLimit
Armstrong cofonde NewLimit pour augmenter la durée de vie de la santé humaine en ciblant la biologie du vieillissement. Le principal objectif de recherche de NewLimit est la reprogrammation épigénétique. En mai 2023, la société lève 40 millions de dollars lors d'un cycle d'investissement de série A.

## Opinions politiques
Armstrong écrit un article de blog  en septembre 2020 qualifiant Coinbase d'« entreprise axée sur la mission », décourageant l'activisme des employés et la discussion sur les questions politiques et sociales au travail,. Il propose des indemnités de départ aux employés de Coinbase mal à l'aise avec cette politique. En conséquence, soixante employés (représentant 5 % de l'entreprise) quittent Coinbase. Avant cela, Armstrong avait soutenu le mouvement Black Lives Matter et avait tweeté lorsque George Floyd avait été assassiné : « J'ai décidé de parler. C'est dommage que cela doive être dit de nos jours, mais le racisme, la brutalité policière, et une justice inégale sont sans équivoque inacceptables, et nous devons tous œuvrer pour les éliminer de la société. ».
En juillet 2023, il rencontre les démocrates de la Chambre, en particulier la Coalition néo-démocrate, lors d'une séance à huis clos qui aurait été axée sur la législation sur les actifs numériques. Armstrong, selon Bloomberg, avait « mené une campagne à Washington pour créer des règles plus claires concernant les actifs numériques ».

## Reconnaissance
En 2017, à l'âge de 34 ans, Armstrong est classé 10e sur le classement de Fortune « 40 under 40 ».
En 2019, Armstrong est nommé sur la liste 100 Next du magazine Time.
En 2021, Forbes nomme Armstrong n°1 sur sa liste « Crypto Rich », avec une valeur nette estimée à 6,5 milliards de dollars en février 2021. Il figurait également au 60e rang de la liste Forbes 400 des personnes les plus riches d'Amérique.

## Philanthropie
En 2018, Armstrong est le premier dirigeant de crypto-monnaie à signer le Giving Pledge, ou il s'engage à donner l'essentiel de sa richesse à des causes philanthropiques. Il lance également l'initiative philanthropique appelé GiveCrypto.org, pour permettre aux gens de faire des dons publics ou anonymes pour aider les personnes vivant dans la pauvreté.